# Skvrňov
Skvrňov település Csehországban, a Kolíni járásban. Skvrňov Úžice, Horní Kruty, Zásmuky, Staňkovice, Vavřinec, Uhlířské Janovice és Církvice településekkel határos. Lakosainak száma 222 fő (2024. január 1.).

## Népesség
A település lakosságának változását az alábbi diagram mutatja:
| Lakosok száma | 494  | 500  | 446  | 320  | 251  | 166  | 216  | 217  | 218  | 222  |
|               | 1869 | 1890 | 1921 | 1950 | 1980 | 2001 | 2017 | 2019 | 2022 | 2024 |